# شهرستان کلهون (آلاباما)
شهرستان کلهون، آلاباما (به انگلیسی: Calhoun County, Alabama) شهرستانی در ایالات متحده آمریکا است که در آلاباما واقع شده‌است.

## خصوصیات
شهرستان کلهون ۱٬۵۸۵٫۰۸ کیلومترمربع مساحت دارد.